# Dioctria henshawi
Dioctria henshawi là một loài ruồi trong họ Asilidae. Dioctria henshawi được Johnson miêu tả năm 1918.